# Дубровский, Алексей Иванович
Алексе́й Ива́нович Дубро́вский (настоящее имя — Иван Степа́нович Трофи́мов, 1750—1774) — участник Крестьянской войны под предводительством Емельяна Пугачёва, секретарь Военной коллегии восставших, автор множества указов Емельяна Пугачёва.

## Биография

### Купеческий сын, приказчик
Иван Трофимов родился в 1750 году в семье мценского купца Степана Трофимова. После смерти отца в 1770 году был принят на работу приказчиком к одному из богатейших московских купцов М. П. Гусятникову. В том же году был отправлен Гусятниковым в город Астрахань для получения по векселям крупной суммы денег (более 11 тысяч рублей). Промотав из этой суммы 150 рублей и испугавшись наказания за растрату, Трофимов передал оставшиеся деньги через напарника Гусятникову, а сам отправился на Урал, где, предварительно изготовив для себя поддельный паспорт, устроился работать приказчиком сначала на винокуренный завод купца И. Л. Тимашева, а затем — на Златоустовский железоделательный завод промышленника Л. И. Лугинина. Был «росту высокого, лицем чист и бел, волосы русыя, борода беловата и маленькая, от роду казалось около тритцети лет».

### Башкирский пленник
В октябре 1773 года, с началом восстания яицких казаков под предводительством Емельяна Пугачёва и прихода его армии к Оренбургу, началось массовое присоединение к восстанию башкирских и мещеряцких родов. Один из башкирских отрядов захватил медный рудник, на который был отправлен Иван Трофимов с партией рабочих. 250 человек были взяты в плен и распределены между башкирскими селениями. Около шести недель Трофимов вместе с другими пленниками находился фактически в рабстве, пока не счёл за лучшее присоединиться к отряду башкирского старшины Караная Муратова. В январе 1774 года к Муратову прибыл казачий сотник Зверев с требованием «руским людям обид и притеснение не чинить…», при этом Трофимов с товарищем был направлен Зверевым в Бёрды. В Бёрдах принимавшему их Максиму Шигаеву он назвался вымышленным именем Алексея Ивановича Дубровского и был зачислен в «мосоловскую сотню», с которой участвовал в боях при осаде Оренбурга.

### Секретарь пугачёвской Военной коллегии
После поражения пугачёвцев весной 1774 года от войск А. И. Бибикова в сражениях у Татищевой крепости и Сакмарского городка, Дубровский последовал за Пугачёвым на Южный Урал. Так как большая часть изначального состава Военной коллегии восставших была пленена (И. Почиталин и М. Горшков — после поражения у Сакмарского городка, а заменивший их Григорий Туманов — в бою 21 мая под Троицкой крепостью), то в июне 1774 года Пугачёв назначил Дубровского новым секретарём Военной коллегии. С этого момента Дубровский стал автором большинства документов и указов за подписью Пугачёва, включая самые известные манифесты о вольности и земле для крепостных крестьян, оглашённые в Саранске и Пензе.
Как впоследствии Дубровский-Трофимов показывал на допросе, он прекрасно понимал, что Пугачёв — самозванец: 

в то время, по любопытству моему, разсмотрел и узнал я обстоятельно, что он — донской казак, понеже разговор его явно доказывает: употребляет он вопросительное слово «откель ты», второе похвалительное — «ладно», и весь разговор его — мерзительный, подлой, а благородного и учёного слова ни одного не слыхал; да и не можно в нём быть, понеже в грамоте не умеет.— Показания купца Ивана, Стефанова сына, Трофимова от 27 сентября 1774 года
В августе 1774 года в рядах пугачёвских полковников стал зреть заговор с целью выдачи Пугачёва правительству взамен избежания смертной казни. Накануне штурма Саратова один из заговорщиков, илецкий казак Иван Творогов, обратился к Дубровскому за подтверждениями ложности «государя»: «Что, Алексей Иванович! как ты думаешь? мне кажется худо, пропали мы совсем, — видно, што он грамоте не знает… А вить государь Пётр Фёдорович и по-русски, и по-немецки достаточен был в грамоте!». Полученные от Дубровского подтверждения были важны для части колеблющихся заговорщиков.

### Плен и смерть
После поражения Пугачёва в сражении у Солениковой рыболовецкой ватаги под Чёрным Яром 25 августа (5 сентября) 1774 года Дубровский был захвачен в плен поисковыми отрядами, направленными на левый берег Волги. Был доставлен в Енотаевскую крепость, затем в Астрахань, затем в Царицын, был допрошен, подвергался телесным наказаниям. Из Царицына Дубровского направили в Симбирск, к руководителю секретных следственных комиссий по делу пугачёвцев П. С. Потёмкину, но в дороге он заболел и был оставлен в Саратове, где он умер в конце октября 1774 года. Потёмкин, ознакомившись с текстом допроса Дубровского, писал Екатерине II: «А допрос Дубровского, написанный его собственной рукой, и точно тою, какой были писаны все манифесты, доказывает ясно, что он был всех умнее. Извольте всемилостивейшая государыня усмотреть, сколько можно было из него изведать. Но к сожалению он умер в Саратове, и тайны нужные вместе с ним погребены…».